# Georges Stuber
Georges Stuber (Zug, 1925. május 11. – Zug, 2006. április 16.) svájci labdarúgókapus.